# 카스페리우스 아일리아누스
카스페리우스 아일리아누스 (Casperius Aelianus, 서기 13년 - 98년)는 도미티아누스와 네르바 황제 시기에 친위대 사령관으로 복무했던 인물로, 플라비우스 왕조의 마지막 로마 황제 도미티아누스에게 충성했던 친위대 사령관이었다. 도미티아누스의 암살과 네르바 황제 즉위 이후, 아일리아누스는 도미티아누스의 죽음에 책임이 있으나 네르바에게 처벌을 받지는 않은 자들을 체포하기 위하여 황궁을 포위 공격하였다. 아일리아누스는 그의 요구를 받아들이는데 성공했고, 네르바의 권위를 상당히 손상시켜, 네르바가 군대의 지지를 얻은 후계자가 없이는 자신의 자리가 유지되기 어렵다는 걸 깨달았다. 두 세 달 내에 네르바는 높은 평가를 받던 장군 트라야누스를 자신의 후임자로서 채택했음을 선포했다.
이 사건 후 얼마 안되어, 서기 98년 1월에, 네르바는 자연사하였다. 쾰른에 있던 트라야누스는 황제 지위를 승낙하고, 잠시 알프스 북쪽에 머물렀다. 카시우스 디오는 "그는 특정 목적 때문에 동원하는 척하며, 네르바에게 반역을 저지른 자인 아일리아누스와 근위대원들을 불러들였고, 그뒤에 이들을 소멸시켜 버렸다."라고 기록을 남겼다. [로마사 68.5.4]
현재 "소멸시켜 버렸다"라는 의미를 확실히 파악할 수 없다. 처형해버렸다는 의미일 수도 있고, 퇴역시켜 버렸다는 의미일 수도 있다.